# Iglesia de Santa María de la Asunción (La Cárcoba)

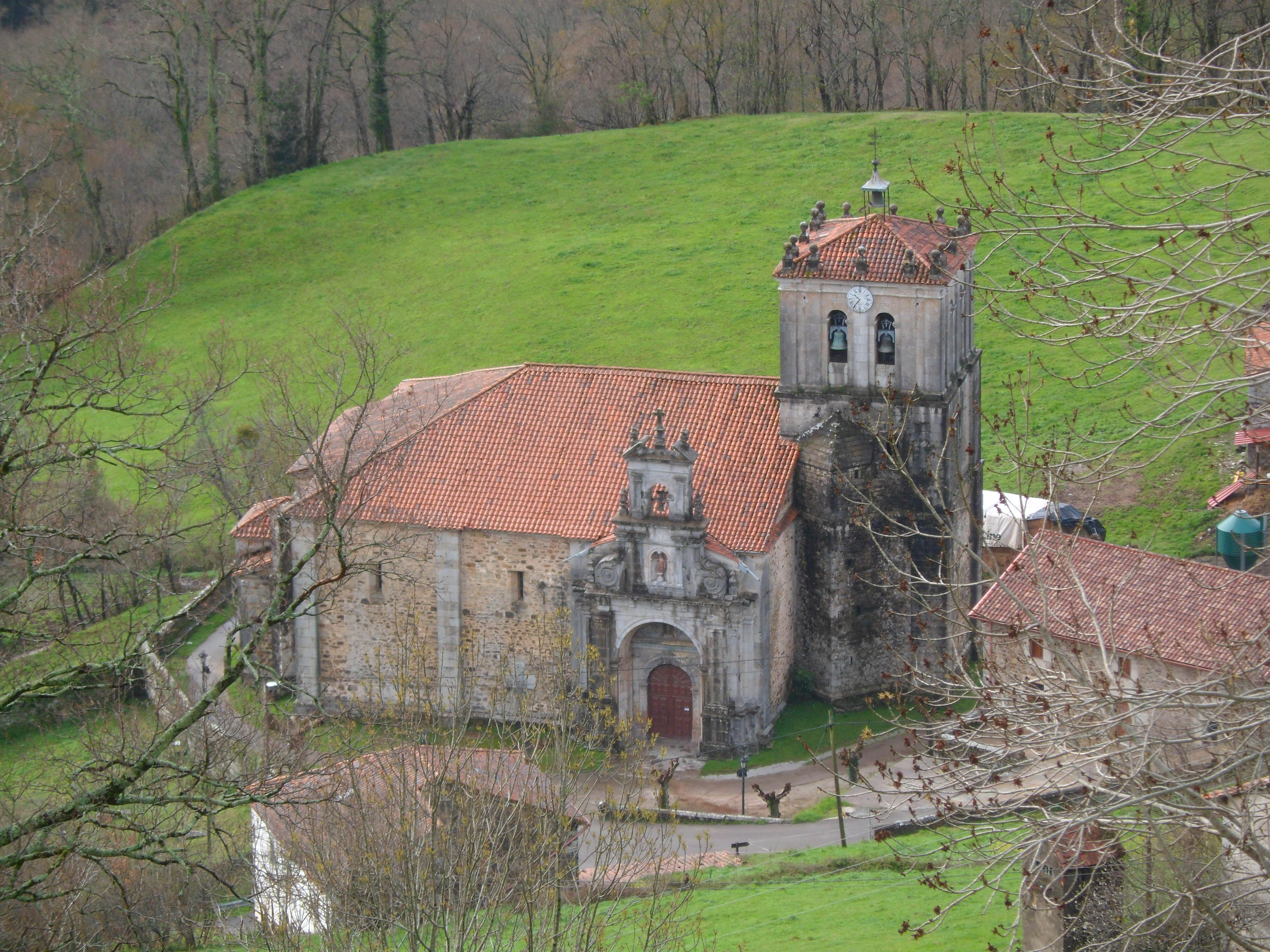
Vista del templo

La Iglesia de Santa María de la Asunción o Iglesia de Nuestra Señora de Miera, pueblo del municipio del mismo nombre (Cantabria, España), fue declarada Bien de Interés Cultural en el año 1988.

## Datación
La iglesia de Santa María se alza en el lugar donde anteriormente hubo un monasterio medieval, cuya existencia está documentada en el siglo XI. Fue centro religioso del alto Miera. Tuvo gran influencia y veneración en los valles vecinos y tradición de apariciones marianas. El abad de Miera tenía jurisdicción sobre San Lorenzo de Pámanes, San Mamés de Navajeda, San Román de Mirones, San Andrés de Vega, San Lorenzo de Llerana, San Cibrián de Esles, Santa María Magdalena de La Penilla y algunas otras iglesias y monasterios, con sus tierras y derechos. En el siglo XIII la abadía de Miera pasó con sus posesiones a dominio del abad y cabildo de Santander.
La fábrica de la iglesia actual concluyó en la segunda mitad del siglo XVII, con claros elementos barrocos como la portada, pero se comenzó a mediados del siglo XVI, lo que explicaría la pervivencia de elementos góticos en su interior, típico por otro lado de la arquitectura barroca de Cantabria, región en la que el Renacimiento tuvo escasa implantación. A esta época puede atribuirse la "Fuente Sagrada", inmediata a la iglesia, en la que la tradición ubica la aparición milagrosa de la Virgen.

## Descripción
Se trata de una iglesia de planta rectangular, de tres naves y con cabecera poligonal. La sillería se reserva para esquinales y vanos, así como otros elementos arquitectónicos (contrafuertes, portada y torre). La portada principal se encuentra en la fachada septentrional, lo cual es una ubicación bastante inusual, ya que se suele preferir el sur o el oeste, y tiene un estilo barroco "de ascendencia vignolesca" según Campuzano y Zamanillo. Tiene dos cuerpos, unidos por unas grandes volutas que son uno de los rasgos destacados de esta iglesia, en el inferior hay un gran arco sobre la puerta y en el superior una espadaña con frontón partido. Hay una segunda puerta de acceso en la fachada meridional. Tiene esta iglesia una torre prismática de tres cuerpos; el último tiene dos ventanas a cada lado, decoración de pilastras propia de Trasmiera y remate de bolas herrerianas.
Las naves tienen una altura parecida y están cubiertas por bóveda de crucería con 
terceletes, rasgo típico del gótico. Es una característica original 
de esta iglesia. Las pinturas que decoran las bóvedas fueron realizadas en 1654 mientras que las del 
presbiterio son posteriores, del año 1821. Alberga en su 
interior varios 
retablos, de los cuales destaca el retablo mayor, dedicado a la Virgen. Aunque es de época barroca, su estilo es muy clasicista. La Virgen gótica sedente es de los siglos XIII-XIV.